# 朱訏漈
西鄂恭敬王朱訏漈（1477年—1512年），明朝伊藩第二代西鄂王，西鄂安僖王朱諟鉠嫡長子，生母王妃李氏。成化十三年（1477年）六月十三日生。弘治元年（1488年）十月十七日襲封西鄂王，正德七年（1512年）正月十六日薨，諡號恭敬。享壽三十六歲，在位二十五年。無子，國除。由其弟鎮國將軍朱訏潗管西鄂王府事。

## 家庭

### 妻
- 王妃郭氏（1477年—1497年5月18日），是河南府新安縣人蘇州府長洲縣縣丞郭震的長女[1]
- 繼室楊氏